# Atlides
Atlides is een geslacht van vlinders van de familie Lycaenidae, uit de onderfamilie Theclinae.

## Soorten
- A. atys (Cramer, 1779)
- A. bacis (Godman & Salvin, 1887)
- A. brangas Neild
- A. caranus (Stoll, 1782)
- A. carpasia (Hewitson, 1868)
- A. cosa (Hewitson, 1867)
- A. gaumeri (Godman, 1901)
- A. halesus (Cramer, 1777)
- A. havila (Hewitson, 1865)
- A. inachus (Cramer, 1775)
- A. polama (Schaus, 1902)
- A. polybe (Linnaeus, 1763)
- A. rustan (Stoll, 1790)
- A. thargelia (Burmeister, 1878)
- A. zava (Hewitson, 1878)